# طقطقيات
الطقطقيات (الاسم العلمي: Elateroidea)، فصيلة عليا كبيرة من الخنافس. تحوي على فرقع لوز وذراحيات واليراعات وأقاربهم.